# Углегорский трамвай
Углегорский трамвай — ликвидированная трамвайная система, которая действовала в городе Углегорск (Донецкая область). Углегорский трамвай был открыт 10 ноября 1958 года, закрыт — 28 июня 1980 года, заменён на троллейбус

## Маршрут
Действовал 1 маршрут:
- Железнодорожный вокзал — Шахта «Углегорская-Западная»

## Депо и подвижной состав
В депо углегорского трамвая (на 10 мест) насчитывалось 5+5 вагонов КТМ-1+КТП-1 (№ 1-5 + 51-55) и 1+1 вагон КТМ-2+КТП-2 (№ 6 + 56), которые ездили сцепками.